# Немченко, Анатолий Игоревич
Анатолий Игоревич Немченко (22 августа 2000, Кисловодск) — российский футболист, полузащитник клуба «Спартак».

## Биография
Начал заниматься футболом в 7 лет в ДЮСШ № 1 Кисловодска, тренер Андрей Викторович Клеменищев, затем — в «Академии имени В. Понедельника» (Ростов-на-Дону), тренер Дмитрий Сергеевич Доценко и УОР Ставрополь.
В 2018 году перешёл в «Кубань» Краснодар, в сезонах 2016/17 — 2017/18 провёл пять матчей за «Кубань-2» в первенстве ПФЛ. После расформирования клуба в 2018 году перешёл в «Урожай», за который сыграл один матч — в 1/256 финала Кубка России 2018/19 против любительской команды «Кубань Холдинг» (0:2). В начале 2019 года выступал за «Кубань Холдинг» в высшей лиге чемпионата Краснодарского края.
В августе 2019 года перешёл в «Сочи», сыграл 13 матчей в молодёжном первенстве. 9 августа 2020 года в первом туре чемпионата России дебютировал в основной команде, выйдя на замену на 65-й минуте в гостевом матче против московского «Спартака» (2:2). На 88-й минуте ценой травмы заработал пенальти для своей команды, который реализовал Нобоа, сравняв счёт.
22 января 2021 года был отдан в аренду до конца сезона с возможностью продления в подмосковный «Олимп-Долгопрудный». Прошел в составе клуба в лигу ФНЛ.
После реорганизации «Олимп Долгопрудный», остался в системе клуба, основная команда которого приобрела историческое название «Космос». Неоднократно признан лучшим ассистентом и лучшим игроком лиги. 
В июле 2023 года подписал контракт с «Енисеем».
По окончании сезона покинул красноярский клуб, проведя всего 11 матчей.
Заключил констракт с футбольным клубом «Спартак» из города Кострома.